# Posadowice (gromada)
Posadowice (do 30 XII 1961 Miłocice) – dawna gromada, czyli najmniejsza jednostka podziału terytorialnego Polskiej Rzeczypospolitej Ludowej w latach 1954–1972.
Gromady, z gromadzkimi radami narodowymi (GRN) jako organami władzy najniższego stopnia na wsi, funkcjonowały od reformy reorganizującej administrację wiejską przeprowadzonej jesienią 1954 do momentu ich zniesienia z dniem 1 stycznia 1973, tym samym wypierając organizację gminną w latach 1954–1972.
Gromadę Posadowice z siedzibą GRN w Posadowicach utworzono 31 grudnia 1961 w powiecie oleśnickim w woj. wrocławskim w związku z przeniesieniem siedziby GRN gromady Miłocice z Miłocic do Posadowic i zmianą nazwy jednostki (zwiększonej tego samego dnia o wsie Kruszowice i Paczków) na gromada Posadowice. Dla gromady ustalono 20 członków gromadzkiej rady narodowej.
1 stycznia 1969 z gromady Posadowice wyłączono wsie Miłocice i Miłocice Małe, włączając je do gromady Minkowice Oławskie w powiecie oławskim w tymże województwie, po czym gromadę Posadowice zniesiono, włączając jej pozostały obszar (wsie Kruszowice, Paczków, Posadowice, Radzieszyn i Sątok) do nowo utworzonej gromady Bierutów w powiecie oleśnickim.